# BBMak
BBMak (Barry, Burns, McNally) sind eine britische Boyband, bestehend aus den Mitgliedern Mark Barry, Christian Burns und Stephen McNally. Sie verkauften annähernd drei Millionen Alben und erreichten sechs Top 10 und Top 40 Singles weltweit. Die Gruppe wurde 1999 gegründet und löste sich 2003 auf. Gegen Ende März 2018 kündigten die Bandmitglieder einen Reunion an.

## Besetzung
- Mark Barry (* 26. Oktober 1978 in Manchester) Gesang
- Christian Burns (* 18. Januar 1974 in Wigan) Akustische Gitarre und Gesang
- Stephen McNally (* 4. Juli 1978 in Liverpool) E-Gitarre und Gesang

## Diskografie

### Studioalben
| Jahr | Titel           | Höchstplatzierung, Gesamtwochen, AuszeichnungChartplatzierungen (Jahr, Titel, Platzierungen, Wochen, Auszeichnungen, Anmerkungen) | Höchstplatzierung, Gesamtwochen, AuszeichnungChartplatzierungen (Jahr, Titel, Platzierungen, Wochen, Auszeichnungen, Anmerkungen) | Höchstplatzierung, Gesamtwochen, AuszeichnungChartplatzierungen (Jahr, Titel, Platzierungen, Wochen, Auszeichnungen, Anmerkungen) | Höchstplatzierung, Gesamtwochen, AuszeichnungChartplatzierungen (Jahr, Titel, Platzierungen, Wochen, Auszeichnungen, Anmerkungen) | Höchstplatzierung, Gesamtwochen, AuszeichnungChartplatzierungen (Jahr, Titel, Platzierungen, Wochen, Auszeichnungen, Anmerkungen) | Anmerkungen                            |
| Jahr | Titel           | DE | AT | CH | UK | US | Anmerkungen                            |
| ---- | --------------- | --- | --- | --- | --- | --- | -------------------------------------- |
| 2000 | Sooner or Later | — | — | — | UK16 (4 Wo.)UK | US38 Gold · (44 Wo.)US | Erstveröffentlichung: 16. Mai 2000     |
| 2002 | Into Your Head  | — | — | — | — | US25 (5 Wo.)US | Erstveröffentlichung: 27. August 2002  |
| 2019 | Powerstation    | — | — | — | — | — | Erstveröffentlichung: 11. Oktober 2019 |

### Singles
| Jahr | Titel Album                                     | Höchstplatzierung, Gesamtwochen, AuszeichnungChartplatzierungen (Jahr, Titel, Album, Platzierungen, Wochen, Auszeichnungen, Anmerkungen) | Höchstplatzierung, Gesamtwochen, AuszeichnungChartplatzierungen (Jahr, Titel, Album, Platzierungen, Wochen, Auszeichnungen, Anmerkungen) | Höchstplatzierung, Gesamtwochen, AuszeichnungChartplatzierungen (Jahr, Titel, Album, Platzierungen, Wochen, Auszeichnungen, Anmerkungen) | Höchstplatzierung, Gesamtwochen, AuszeichnungChartplatzierungen (Jahr, Titel, Album, Platzierungen, Wochen, Auszeichnungen, Anmerkungen) | Höchstplatzierung, Gesamtwochen, AuszeichnungChartplatzierungen (Jahr, Titel, Album, Platzierungen, Wochen, Auszeichnungen, Anmerkungen) | Anmerkungen                         |
| Jahr | Titel Album                                     | DE | AT | CH | UK | US | Anmerkungen                         |
| ---- | ----------------------------------------------- | --- | --- | --- | --- | --- | ----------------------------------- |
| 1999 | Back Here Sooner or Later                       | DE83 (3 Wo.)DE | — | — | UK5 (17 Wo.)UK | US13 (31 Wo.)US | Erstveröffentlichung: August 1999   |
| 2000 | Still on Your Side Sooner or Later              | — | — | — | UK8 (6 Wo.)UK | US54 (9 Wo.)US | Erstveröffentlichung: Dezember 2000 |
| 2002 | Out of My Heart (Into Your Head) Into Your Head | — | — | — | UK36 (2 Wo.)UK | US56 (8 Wo.)US | Erstveröffentlichung: August 2002   |

Weitere Singles
- 2001: Ghost of You and Me
- 2001: Love Is Leaving
- 2001: If I Could Fly
- 2003: Staring Into Space

### Soundtracks
- 2001: On The Line
- 2001: Plötzlich Prinzessin
- 2002: Peter Pan: Neue Abenteuer in Nimmerland
- 2002: Der Schatzplanet